# キール・オーディトリアム
キール・オーディトリアム（Kiel Auditorium）は、アメリカ合衆国ミズーリ州セントルイスにあった屋内アリーナ。

## 概要
1934年に600万ドルの建設費を投じて完成。収容人数は9300名であった。当時の名称はミュニシパル・オーディトリアムであったが、1943年に建設当時の市長であったヘンリー・キールをたたえ、現在の名称となった。
NBAのセントルイス・ホークスの本拠地を1968年まで使用されたほか、1983年にはミス・ユニバース世界大会が行われていた。
この会場はセントルイス・レスリング・クラブによるプロレス興行でも使用されていた。ナショナル・レスリング・アライアンス（NWA）の会長であったサム・マソニックがプロモーターであったことから“NWAの総本山”と呼ばれ、全日本プロレスの主力選手も遠征していたが、1984年に開始されたWWF全米侵攻作戦によって総本山の地位を喪失した。
しかし施設の老朽化などで1992年に閉場され、取り壊された。
現在、その跡地にはエンタープライズ・センターが建てられており、側壁の一部とサインボードが保存されている。